# Domnul Vucea
Domnul Vucea este o nuvelă scrisă de Barbu Ștefănescu Delavrancea. A apărut în volumul de nuvele Paraziții din 1892-1893.
În 1867, Delavrancea a studiat în clasa a V-a la Școala Domnească de la Maidanul Dulapului unde l-a cunoscut pe Ion Creangă - acesta va fi prototipul domnului Creangă din viitoarea sa scriere literară.